# Matías Novoa
Matías Novoa (Valparaíso, 14 de junho de 1980) é um ator chileno, com carreira no México.

## Biografia
Ele nasceu em Valparaíso e pertence a uma família de classe média da quinta região do Chile . Seu pai é executivo em Miami , sua mãe, Alejandra Burgos Azancot cuida da casa. Foi aluno dos Sagrados Corações de Viña del Mar, da Escola María Auxiliadora e da Universidade Marítima.
Quando estudava no CEFAT (escola de atuação da TV Azteca ), ela recebeu a oportunidade de se apresentar na telenovela Mujer comprada. 
Em 2013, ele participou da novela Hombre tenías que ser. No mesmo ano, participou do reality La isla.
Em 2015, ele participou de Tanto amor interpretando David Roldán.
Em 2016, o ator viajou para o Panamá para participar do reality La isla, la revancha, sendo essa sua segunda participação no reality.
Em 2017 protagonizou a novela Nada personal, junto com Margarita Muñoz e Valentino Lanús.